# Фауна Азії

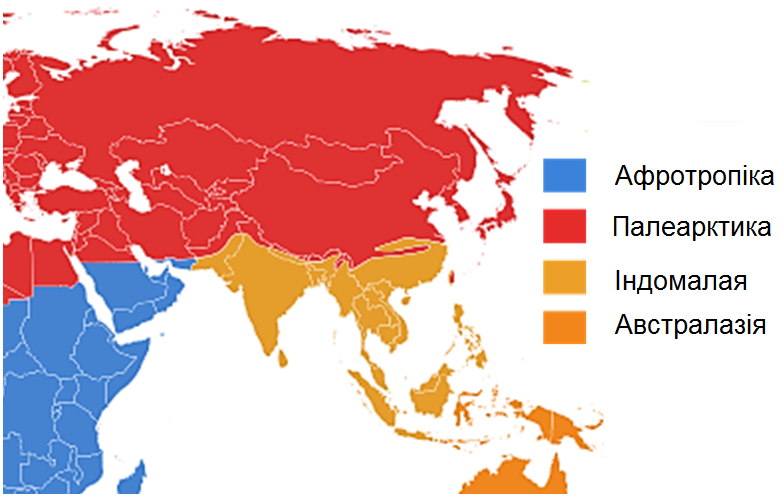
Біогеографічне районування Азії

Фа́уна Азії — це всі тварини, що мешкають на території  Азії та навколишніх морях і островах. Оскільки на заході континенту немає чіткої біогеографічної межі між Європою та Азією фауна Азії має схожі риси з тваринним світом Європи. Материкова Азія розташована у трьох біогеографічних царствах: Палеарктика, Індомалая та Афротропіка. На островах Індонезії проходить межа між Індомалаєю та Австралазією. Морські біогеографічні райони навколо Азії пов'язані з океанами, які оточують цю частину світу. На території суходолу Азії розташовано прісноводні біогеографічні регіони басейнів Тихого, Північного Льодовитого, Індійського, Антарктичного океанів та безстічні басейни.
Азія демонструє значне різноманіття ареалів існування зі різноманітними кліматичними показниками, рельєфом та геологією, що відображається в багатстві її тваринного світу.

## Походження тваринного світу Азії

Розділ Пангеї на материки Лавразия і Гондвана 200 мільйонів років тому.

Формування азійської фауни почалося в мезозої з розколу Лавразійського суперконтинента. Азія поєднує елементи з обох стародавніх суперконтинентів Лавразії та Гондвани. Гондванський тварини переселялися з Африки та Індостану, який відокремився від Гондвани приблизно 90 млн років тому. Зледеніння під час останнього льодовикового періоду та імміграція людей вплинули на поширення азійської фауни. Євразія і Північна Америка багато разів були з'єднані через Беринговий сухопутний міст, що створює єдине голарктичне царство. Сьогодні Азія та Північна Америка мають дуже схожі фауни ссавців і птахів, причому багато євразійських видів переселилися в Америку, а менше північноамериканських видів перемістилися в Євразію.

## Зоогеографічні області

### Європейсько-Сибірський регіон
Бореальний та помірний Європейсько-Сибірський регіон є найбільшим регіоном Палеарктики, який переходить від тундри на півночі Росії та Скандинавії до тайги. Через суворість клімату рослини та багато тварин узимку перебувають у стані спокою, в якому обмін речовин дуже повільний. На південь від тайги простягається пояс помірних широколистяних і мішаних лісів. Цей величезний регіон характеризується багатьма спільними видами рослин і тварин. Характерні ссавці цих лісів — ведмідь, соболь, рись, горностай, сибірська козуля, сірий вовк, лось і росомаха.

### Середземноморський регіон
Землі, що межують із Середземним морем у південно-західній Азії входять до найбільшого і найрізноманітнішого середземноморського регіону світу. Територія має клімат з м'якою вологою зимою та жарким сухим літом. Середземноморський басейн також є одним із найбільш напружених біогеографічних регіонів світу. На сьогодні в ньому залишилося лише 4 % первісної рослинності регіону. Діяльність людини, а саме надмірний випас свійських тварин, вирубка лісів та перетворення земель під пасовища, рілля або населенні пункти, призвела до деградації значної частини регіону. Міжнародне товариство збереження природи визнала Середземноморський басейн одним із світових гарячих точок біорізноманіття. Типові представники тварин цього регіону: муфлон, зелена черепаха, чарівниця, видра євразійська. мешкають у середземноморських лісах і чагарниках. Прибережні водно-болотні угіддя є домом для ендемічних видів комах, амфібій і риб, які дають їжу великим зграям куликів і качок. Екології регіону загрожує втрата або деградація середовища проживання фауністичних видів внаслідок нераціонального рибальства, забруднення, зміни клімату, евтрофікації та заселення чужорідних видів.

### Пустелі Аравії
По території Аравійського півострова проходить межа між Палеарктичним і Афротропним екорегіонами. Найбільша пустеля області Руб-ель-Халі. В цьому регіоні мешкає багато видів, що пристосовані до життя у аридному кліматі, наприклад, дромедар, газелі, орикс, піщані кішки та колючі ящірки. Південна Аравія має мало лісів. В цій місцевості через полювання, нераціональне господарювання людини смугаста гієна та шакал було знищено. Деякі види були успішно акліматизовані, такі як арабський орікс і  джейран.

### Західна та Середня Азія

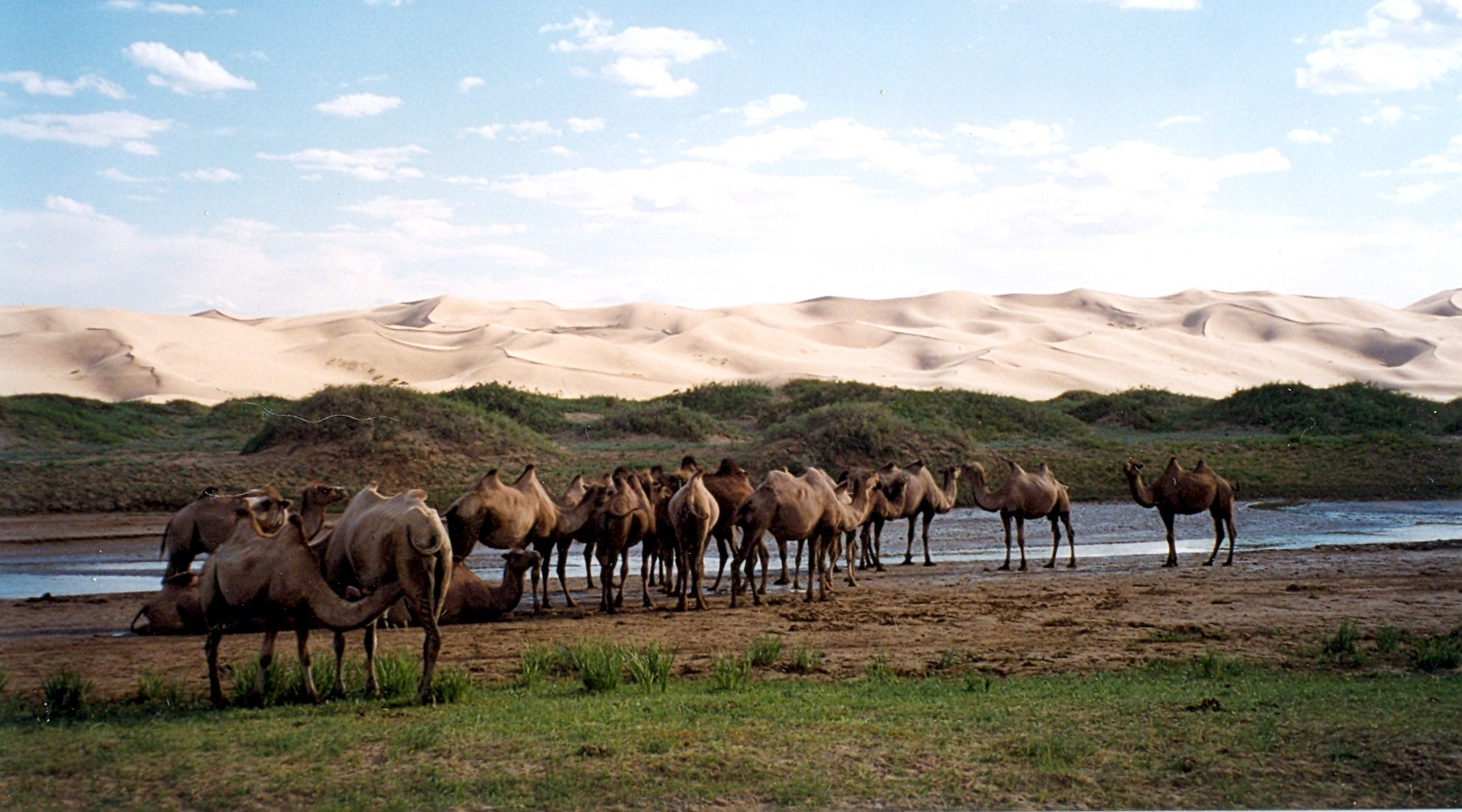
Двогорбі верблюди в пустелі Гобі

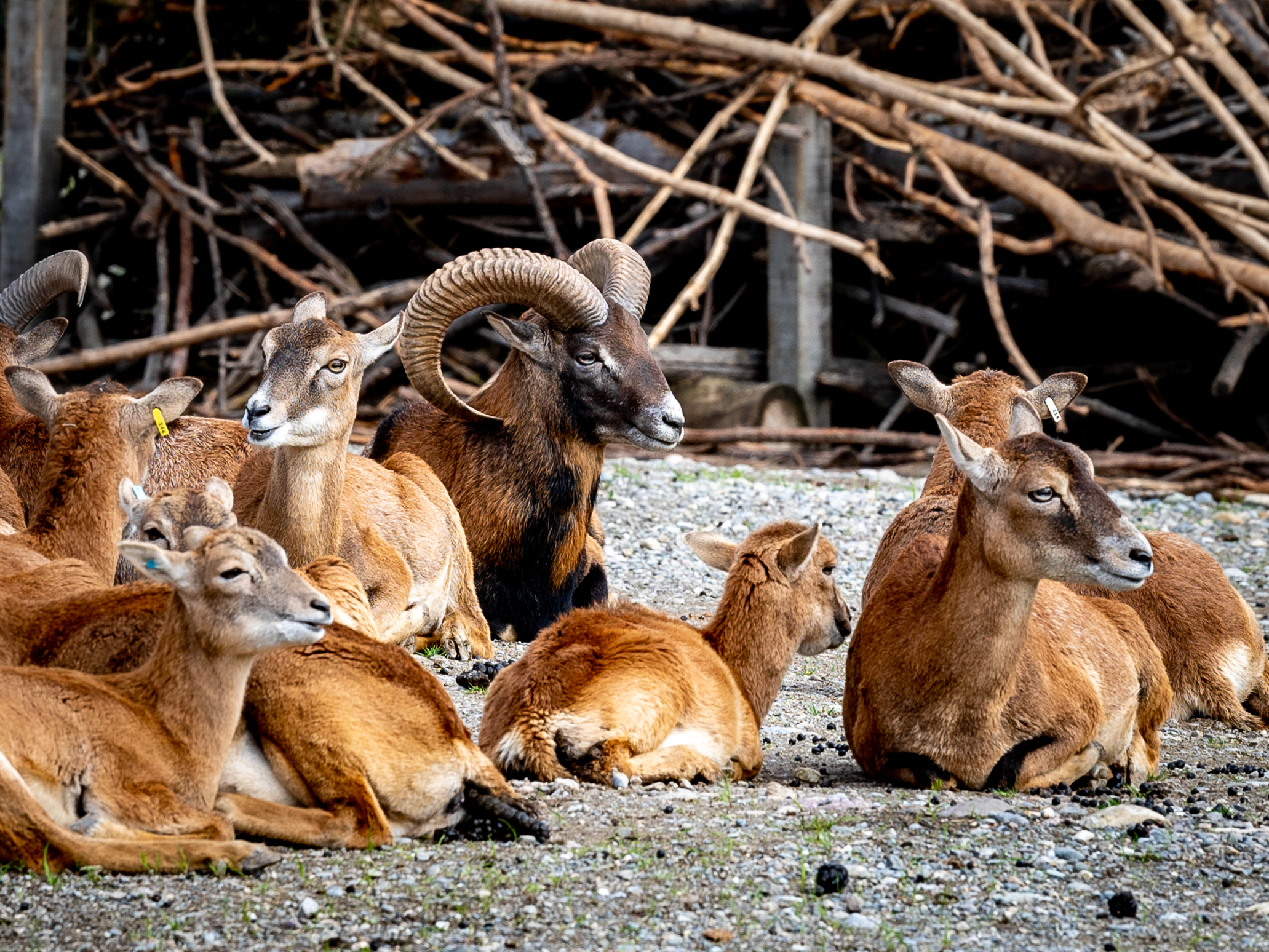
Азійські муфлони

Загальною рисою природи Західної Азії є панування аридних ландшафтів із широким поширенням (особливо на півдні) пустель, напівпустель і сухих степів, наявністю величезних безстічних областей. Лише узбережжя Середземного, Чорного, півдня Каспійського морів, а також південний захід Аравійського півострова й деяких гірських районів відрізняються кращою зволоженістю, що визначає поширення субтропічних, а на Аравійському півострові — тропічних лісових і чагарникових формацій. Середня Азія — надзвичайно великий регіон, який включає гори Тянь-Шань, величезні пустелі (Кизил Кум, Такла-Макан) і трав'янисті степи.
Місцеві ссавці включають бурого ведмедя, вовка, рись, червону лисицю, дикого кабана і річкова видра. До великих копитних ссавців належать козиця звичайна, європейський тур, муфлон, каспійський олень. До птахів регіону належать куріпки, рябчики, сніжок, гоголь, далматинський пелікан, хижаки беркут і ягнятник.
Людська діяльність перетворила більшу частину регіону на антропогенний степ або відкриті ліси. Ліси, які колись займали від 50 до 55 % території області, тепер займають менше 10 %. Під загрозою зникнення в регіоні перський леопард, дрохва, смугаста гієна. Наприкінці 19 століття азійський лев населяв південно-західну частину гір. Зараз він вимер у цьому регіоні.

### Східна Азія

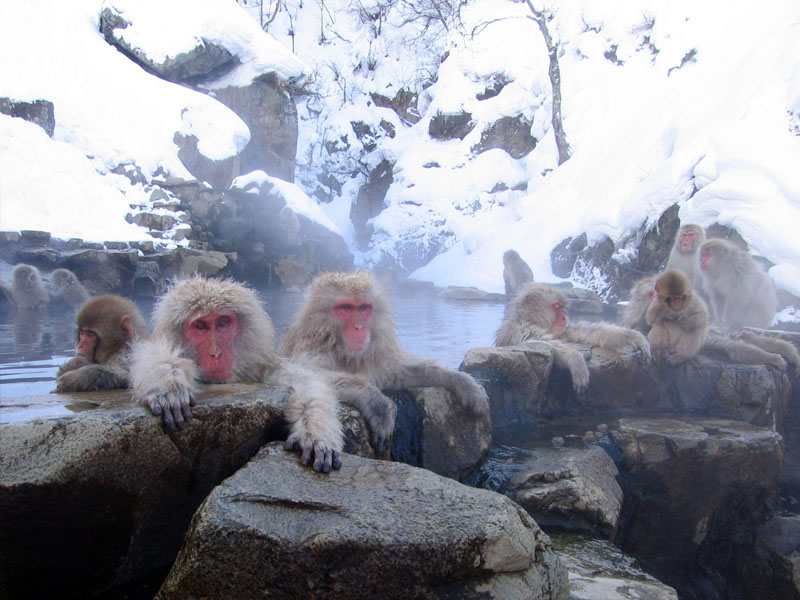
Японські макаки в гарячому джерелі Дзігокудані

Східна Азія є більш вологою, ніж сусідні регіони Палеарктики. В регіоні розташовані помірні змішані та мусоні ліси, лісостепова зона. Ці ліси зараз здебільшого збереглися у гірських районах, оскільки густонаселені низовини річок перетворені на зони інтенсивного сільського господарства та міської забудівлі. Східна Азія не сильно постраждала від заледеніння в льодовикові періоди, тому у цьому районі спостерігається багата та різноманітна фауна. Гори південно-західного Китаю  визначені як гаряча точка біорізноманіття. Гімалаї містять, наприклад, близько 8% видів  птахів світу. У Дика природа в Китаї поділяє середовище проживання з найбільшою у світі популяцією людей і зазнає гострого тиску. В основному через діяльність людини, таку як руйнування середовища проживання, забруднення та браконьєрство для отримання їжі, хутра та інгредієнтів для традиційної китайської медицини. Щонайменше 840 видів перебувають під загрозою зникнення тільки в Китаї. Місцеві ссавці включають панду велику, панду малу, 21 вид приматів, амурським тигром, леопардами та іншими. До великих копитних ссавців належать біломордий олень, кінь Пржевальського, білий носоріг. До птахів регіону належать фазани та журавлі.

### Індійський субконтинент

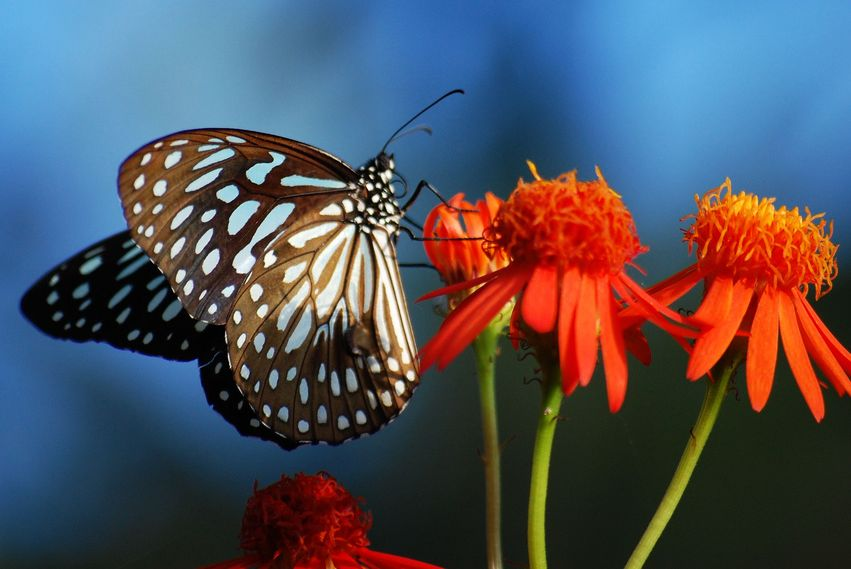
Метелик «Синій тигр», Індія

Біорегіон Індійського субконтиненту охоплює більшу частину Індії, Пакистану, Бангладеш, Непалу, Бутану та Шрі-Ланки. Гірськи хребти Гіндукуш, Каракорум, Гімалаїв та Ракхайн обмежують біорегіон на північному заході, півночі та північному сході. Гіндукуш, Каракорум і Гімалаї на висоти 2000—2500 м є основним біогеографічним кордоном між субтропічною і тропічною фауною Індійського субконтиненту і Палеарктичним царством з помірним кліматом. Основні представники фауни є мешканцями саван та рідколісся, перемінно-вологих та гірських лісів. У саванах мешкають індійський слон, бенгальський тигр, гепард, у річках живе гавіал, гангський дельфін, Західні Гати є домом для чотирьох екорегіонів тропічних і субтропічних вологих широколистяних лісів. Західні Гати є домом для тисяч видів тварин, включаючи щонайменше 325 видів, що знаходяться під загрозою глобальної загрози. Шрі-Ланка має найвище біорізноманіття на одиницю площі серед азійських країн для всіх груп хребетних. Західні Гати та Шрі-Ланка є важливими гарячими точками біорізноманіття.

### Індокитай
Біорегіон Індокитай включає більшу частину материкової частини Південно-Східної Азії, включаючи М'янму, Таїланд, Лаос, В'єтнам і Камбоджу, а також субтропічні ліси південного Китаю. Він охоплює найбагатшу частину Індомалайського царства з домінуючими біомами тропічних і субтропічних вологих лісів. Сьогодні, після знищення великих ділянок лісів, майже вся територія Індокитаю покрита антропогенними ландшафтами. Споконвічна біота збереглася переважно в гірських районах. Тут мешкає близько 500 місцевих видів ссавців. Фауна птахів також дуже різноманітна, налічує близько 1300 видів. Також тут мешкають понад 500 рептилій і понад 300 видів земноводних. У лісах Індокітаю мешкають азійські слони, дикі буйволи, гаури. Дуже рідкісною твариною в регіоні є купрей, носоріг, з птахів рідко можна зустріти білооку річкову ластівку, синицю-базіка, бородату малу дрохву.

### Малезійська область

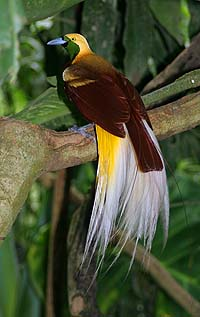
Малий райський птах є ендеміком Нової Гвінеї

Малезія — провінція, що знаходиться на кордоні між Індомалайським та Австралазійським царствами. Вона включає Малайський півострів і західні індонезійські острови (Суматра, Ява, Борнео, Сунда), Філіппіни, східні острови Індонезії та Нову Гвінею. Хоча Малезія має багато спільного з флори, частини на схід і захід від лінії Воллеса сильно відрізняються за видами наземних тварин. Сунда розташована на кордоні тому, що на островах на схід від лінії Воллеса дуже мало видів наземних ссавців, а наземна фауна походить з Австралії та включає сумчастих ссавців. Проте комахи Нової Гвінеї переважно азійського походження.

### Прісноводний екорегіон
В Азії є кілька важливих прісноводних екорегіонів, які включають річки Росії, які впадають в Північний Льодовитий океан, Чорне та Каспійське моря, сибірське озеро Байкал, озеро Ханка, а також озеро Біва, озеро Дунтін, озеро Тай і озеро Поян в Китаї. 40 % території Азії належить до басейну внутрішнього стоку. Річки Китаю є ареалом мешкання для критично зникаючих морських свиней і байдзі. В озері  Байкал близько 70% видів  рослин і тварин є ендеміками, наприклад губки, олігохет і ракоподібні та єдиний представник ссавців в регіоні - байкальської нерпи.  Азійські озера із солоною водою мають своєрідну фауну (Каспійське море, озеро Балхаш, Аральське море, Іссик-Куль, озеро Цінхай). У Каспійському морі зосереджено більшість світових запасів осетрових. В озері Балхаш  починаючи з 1970-х років біорізноманіття почало знижуватися через погіршення якості води. Площа Аральського моря скорочується з 1960-х років.  На початок 2015 року від озера залишилась десята частина.

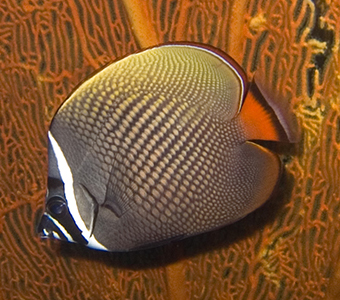
Червонохвостий метелик, широко поширений індо-тихоокеанський вид

### Морська фауна
У берегів Азії розташовані різноманітні морські біогеографічні області. Це Індо-Західнотихоокеанська область, Середземноморсько-Лузитанська область, Бореальна північнотихоокеанська область та Арктична область.
Середземне море багате на морське життя, має багато ендемічних видів. На мілководних прибережних водах є величезні ложа посідонії, підводні луки, на яких мешкають рідкісні ракоподібні, губки та асцидії. Глибоководна фауна Середземномор'я не має характерних ознак і відносно бідна. Це є результатом Мессінської кризи солоності. Після будови Суецького каналу у Середземномор'ї почалося заселення видів з Індійського океану.
Індо-Тихоокеанський регіон — це багатий біогеографічний регіон, до якого входять більша частина азійських морів Індійського океану, західна та центральна частини Тихого океану, а також моря Індонезії.
Один з представників фауни Індо-Тихоокеанської області— це дюгонь. З птахів тут мешкає мандрівний альбатрос. Морска фауна має різноманітних риб — вітрильник, меч-риби, риби-папуги, хірургові.

## Рептилії
Азія має багату фауну рептилій. Безвухий варан, щитохвості змії, бородавчасті і променисті змії, гавіали є ендемічними для Азії.

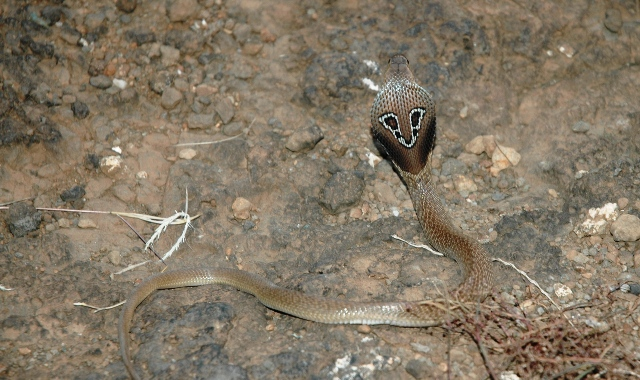
Індійська кобра

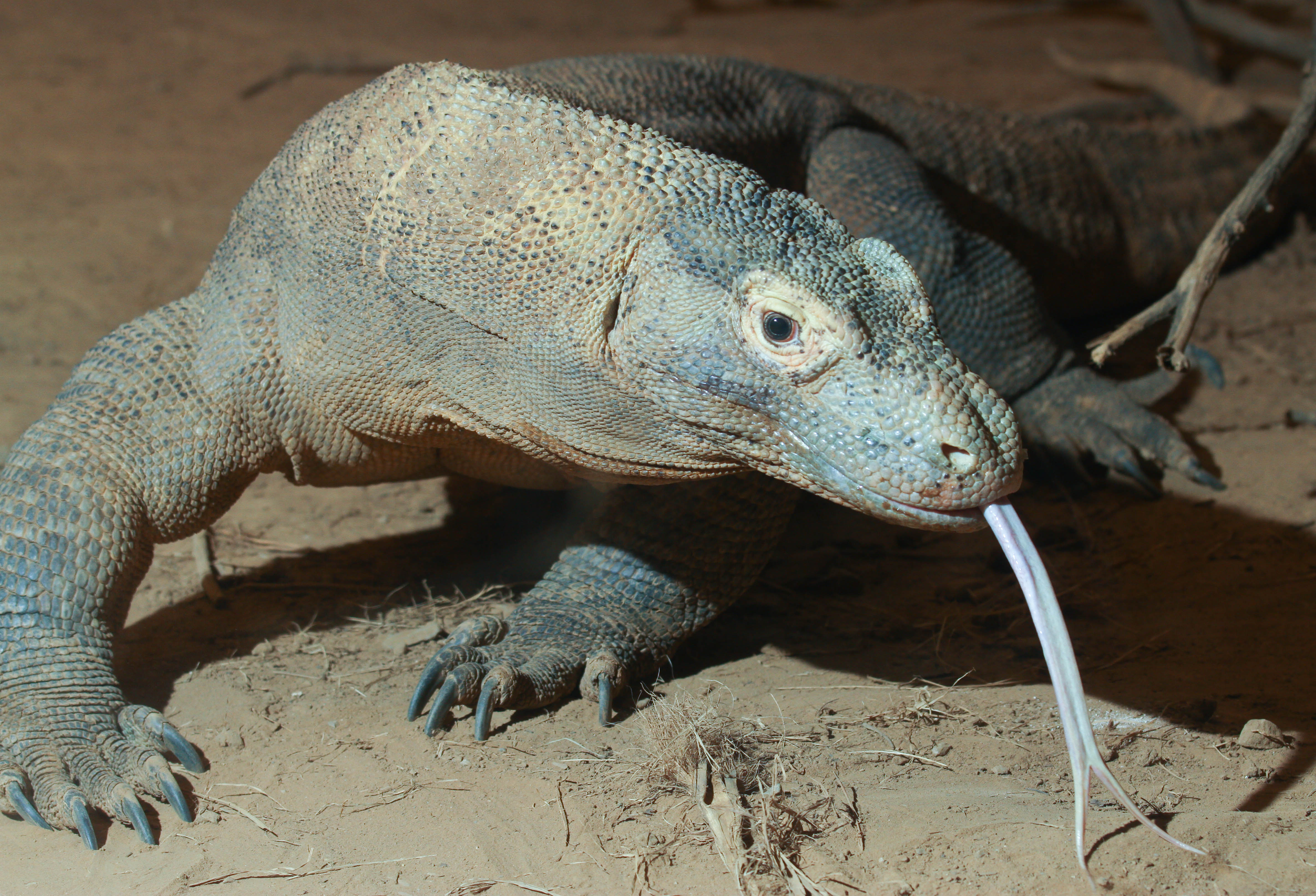
Комодський дракон

До представників крокодилових належать крокодил болотний, гавіал і морський крокодил. Більш поширеними з численних змій є щитохвості змії, морські змії, аспідові (Королівська кобра, Крайт, прикрашені аспіди, пустельна кобра), гадюки (Дабойя, Вуж бронзовий, ефа, горбоноса гадюка, протоботропс, куфія, Азійська гірська гадюка, Несправжня рогата гадюка, Щитомордники та інші), полозові (Китайський вуж, Лісовій вуж, Бойга, Каламарія, Собакоголовий вуж, Полоз чорний, Водяна змія, Волкозуб, Олігодон, Задньокілеватий вуж, Довгозубі вужі, Равликоїд азійський, піщані змії, великоокі полози, Багатозуба змія, Пусколобий полоз, інші.) і сліпі змії. Ящірки включають геконів, варанів, сцинки. Є також близько 100 видів черепах (степова черепаха, коробчата черепаха, батагур, тріонікс, вузькоголові черепахи, земляна, індійські сухопутні черепахи, водні черепахи, покрівельна черепаха, великі м'якотілі черепахи, велетенський трионікс, Сакалія та інші).

## Птахи

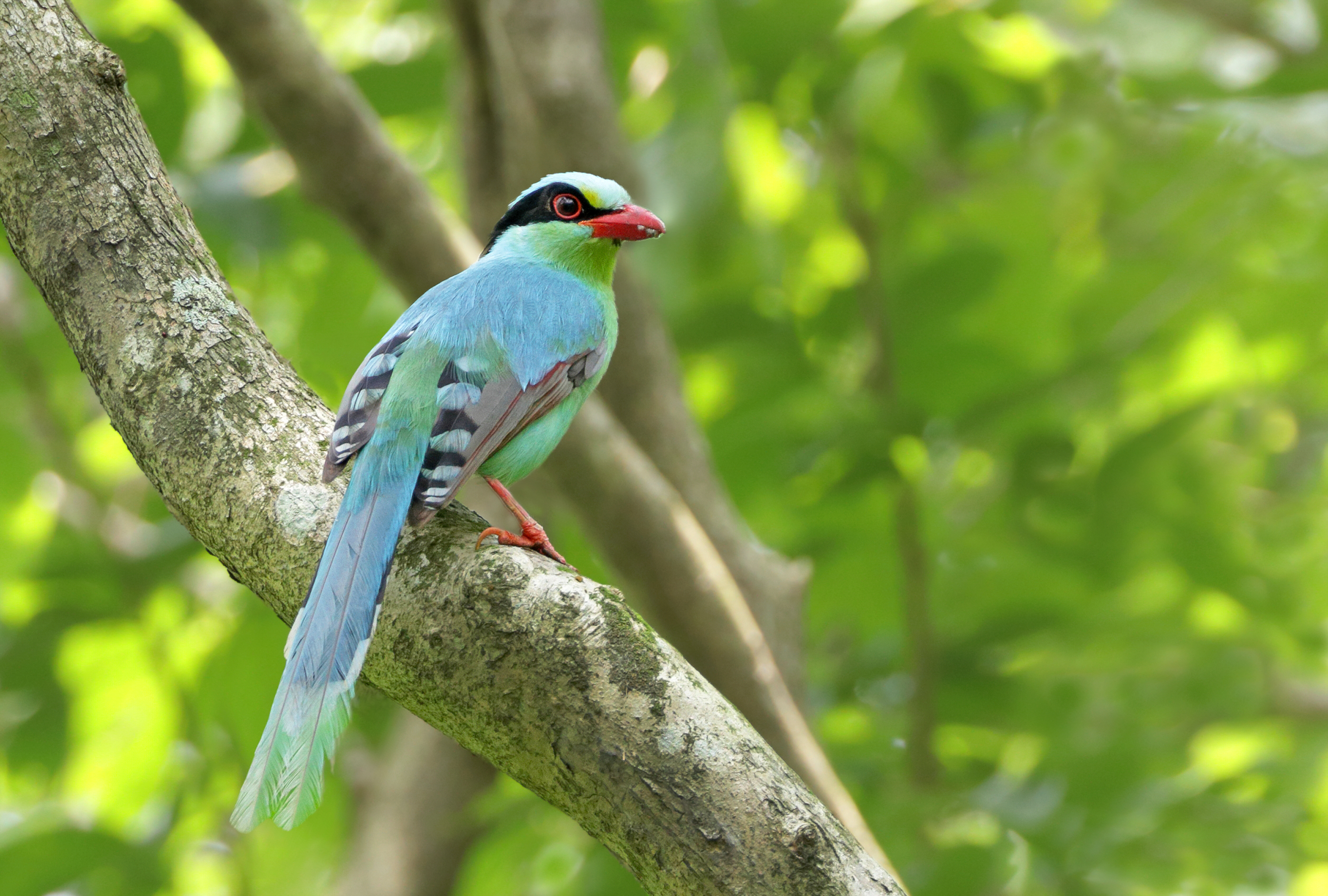
Циса зелена

Азія родина птахів роду Тинівка (Prunellidae). Вони є ендеміками Палеарктичного регіону. У Голарктиці є чотири інших ендемічних родини птахів: водолази або гагари, рябчики, гагарки і свиристелі. Індомалайська група має три ендемічні родини птахів: Ірена, Бородастикові та Філіпіник. Інші ендемічні птахи Азії включають такі родини як довгохвостосиницеві, підкоришникові, короткокрилі очеретянки, зеленчик, крабої, флейтист малазійський, рогодзьобові, клехо, омельгушка, серподзьоб, мухоловкові, фазанові, щетинкоголов, білоногові, стінолази і дроздові. Також характерні для Азії пітти, солов'ї, тимелієві, зозуля-сорокопуди, квіткоїдові, сорокопуди, носоріг, повзики, іволги, сорокопуди, нектаркові і Лангран.

## Ссавці
Ендемічними для Індо-Малайської біогеографічної області є представники родини ссавців: кагуанові (2 види), тупаєподібні (19 видів), діатомісові, малабаркові, довгоп'ятові і гібонові. Великі ссавці, включають азійських левів, тигрів, диких азійських буйволів, азійського слона, індійського носорога, яванського носорога, малайського тапіра. Інші ендемічні азійські сімейства включають такі види, як гігантська панда, азійський чорний ведмідь, лінивий ведмідь, малайський ведмідь, мишоподібні хом'яки і червоні панди. Азійські копитні включають нахурі, гаури, гарни, дикий як і тибетські антилопи, чотирирогу антилопу, вівцебик, такін, кілька видів мунжтака, буйволи і інші. Тропічні ліси Азії налічує близько 45 видів приматів, таких як лорі, долгопят, лангур, орангутанів і гібонів та інші.
У всій Азії популяція диких тварин і середовища їх проживання знищуються через погано контрольовану промислову та сільськогосподарську діяльність, розвиток соціальної та промислової інфраструктури (будівництво дамб, доріг і туристичних об'єктів), а також через браконьєрство та вирубку деревини. Результатом є втрата біорізноманіття. Культура нераціонального використання дикої природи в поєднанні з бідністю, зростанням населення та швидким економічним розвитком створила умови тиску на природні екосистеми. Південно-Східна Азія має найвищий відносний рівень вирубки лісів серед усіх великих тропічних регіонів, і до 2100 року вона може втратити три чверті своїх первинних лісів і до 42 % свого біорізноманіття.

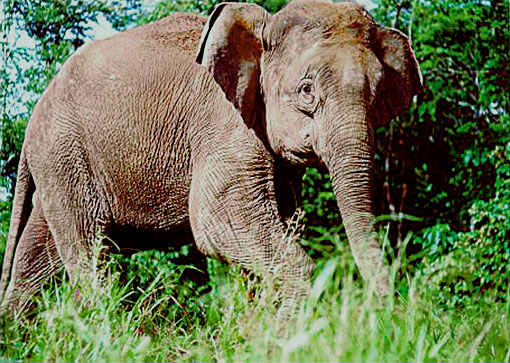
Популяція диких азійських слонів зникає через виснаження джерел їжі та руйнування місць проживання

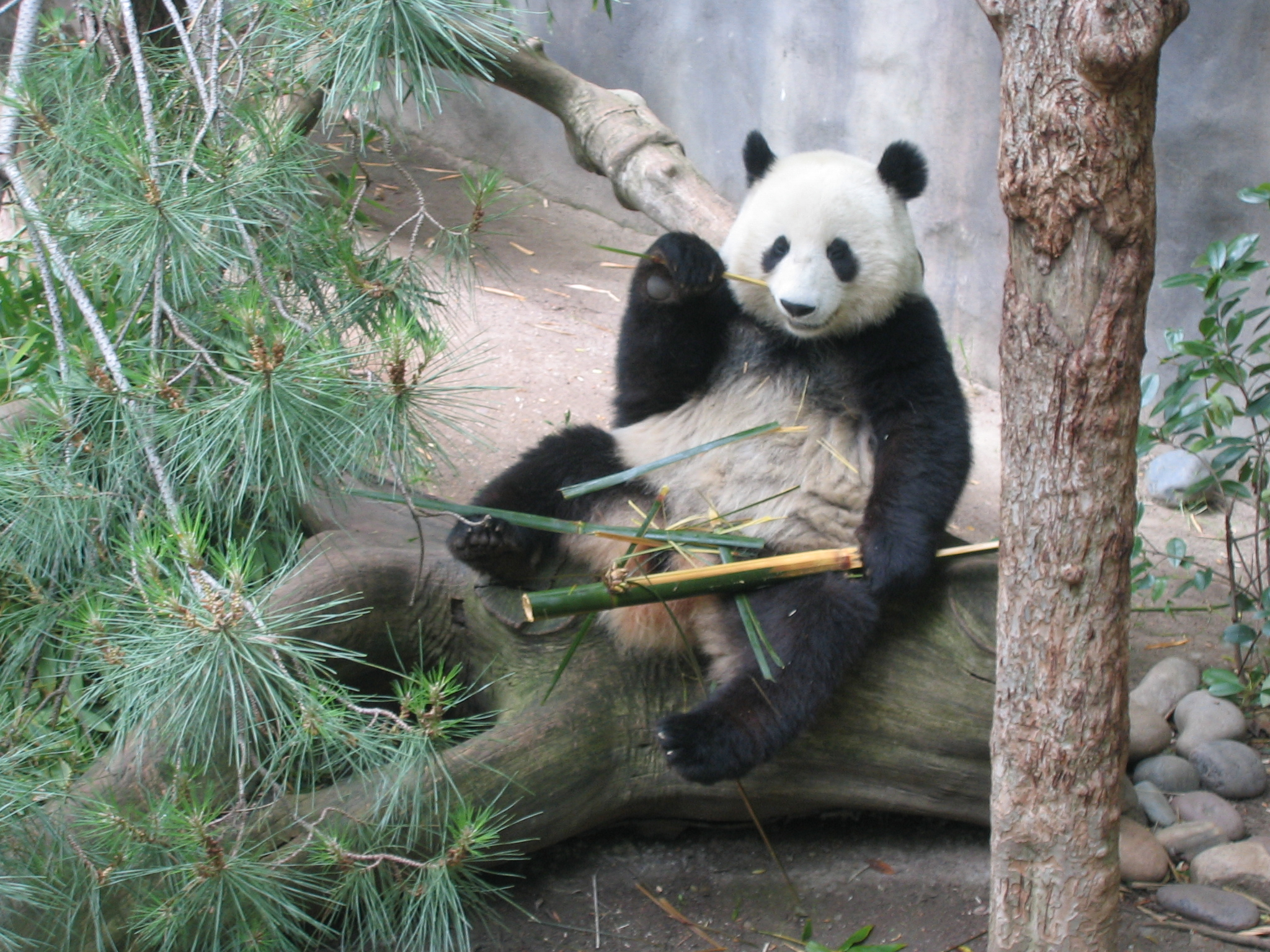
Гігантська панда

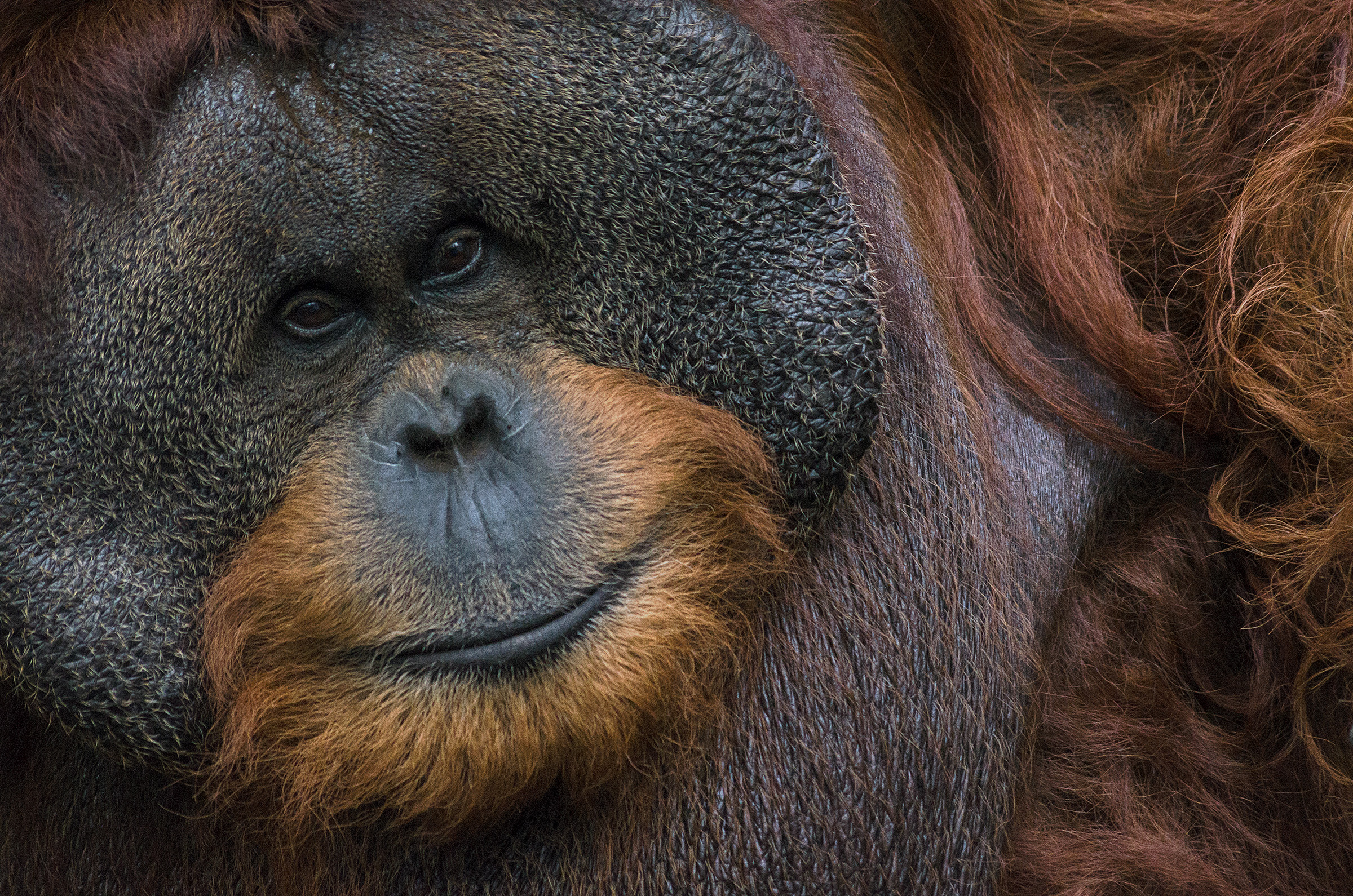
Орангутан